# Карякин, Николай Петрович
Николай Петрович Карякин (2 февраля 1921, Промзино, Симбирская губерния — 26 мая 1990, Калининград) — советский живописец, член Союза художников СССР с 1953 года.

## Биография
Родился 2 февраля 1921 года в селе Сурск Сурского района Куйбышевской области (ныне — в Ульяновской области). В 1936 году поступил в Пензенское художественное училище, на факультет живописи. Один из его преподавателей — известный советский мастер, ученик Ильи Ефимовича Репина, И. С. Горюшкин-Сорокопудов.
В 1940 году студента пятого курса Николая Карякина призвали в армию. В Великую Отечественную войну служил в войсках противовоздушной обороны, награждён несколькими медалями; лейтенант.
В 1947 году завершил обучение на пятом курсе живописно-педагогического отделения Горьковского художественного училища. В 1953 году окончил Всероссийский Государственный институт кинематографии по специальности «Изобразительно-декорационное оформление фильма», получил квалификацию «Художник фильма». Среди его учителей был выдающийся живописец Юрий Пименов.
С 1953 года Николай Карякин — член Союза советских художников, затем СХ СССР. Сразу по окончании обучения во ВГИКе переехал в Калининград. На тот момент Калининградское отделение Союза художников состояло из пяти человек, так что Николай Карякин фактически стоял у истоков региональной художественной организации. В 1962 и 1966 — Председатель правления Калининградского отделения СХ СССР.
В 1960-х годах художник часто отправлялся в творческие поездки по региону, где воочию наблюдал суровые будни советских тружеников, природу Калининградского края, эти впечатления легли в основу многих его работ. Несколько раз выходил с рыбаками в Атлантический океан: 2-3 месяца в таких экспедициях давали обширный материал для создания больших живописных полотен. В 1960-70-е работал на творческих дачах Союза художников СССР в Прибалтике.
Умер 26 мая 1990 года.

## Творчество
Несмотря на кинематографическое образование, Николай Карякин работал в области станковой живописи. Жанровый диапазон его творчества довольно широк: от пейзажей и натюрмортов до портретов и сюжетно-тематической картины. Одна из главных тем в его творчестве — морская: художник изображал опасный труд рыбаков в море, трудовые будни работников порта, портреты рыбаков и докеров, суда флота на промысле, в ремонте, в порту. Среди других важных для художника тем — возрождение Калининградской области, восстановление страны после войны, природа Балтийского региона. Николай Петрович также автор ряда интересных камерных портретов.
Несмотря на все перенесенные трудности и испытания, художник сумел сохранить светлое и оптимистическое восприятие мира. Его картины производят на зрителя радостное впечатление полноты жизни. В стилевом отношении творчество мастера развивалось в русле реализма. Однако наследие Николая Карякина не было стилистическим монолитом, манера художника и его интересы менялись: в одних работах заметна близость к «суровому стилю», в других — движение в сторону декоративности, формальных поисков. Исследователи его творчества также обращают внимание на импрессионистические тенденции в работах художника.
Николай Карякин стал одним из наиболее значительных живописцев Калининградской области. Его работы выставлялись на многих областных, республиканских, зональных, всероссийских, всесоюзных и международных выставках (всего более 40 выставок). Картины художника находятся в собраниях Калининградского областного Музея изобразительных искусств, Калининградского областного историко-художественного музея и в частных собраниях.